# Vanguard 1
O Vanguard 1 foi o quarto satélite artificial, lançado pelos Estados Unidos da América, e atualmente é o mais antigo satélite que ainda permanece orbitando a Terra. Esse satélite não está mais operacional, ou seja, não está mais se comunicando com a Terra. O Vanguard 1 permanece como a peça mais antiga de lixo espacial ainda em órbita na atualidade. O Vanguard 1 foi o primeiro satélite a ser alimentado por energia solar. O Vanguard 1 foi desenhado para testar as capacidades de lançamento de um veículo com 3 estágios como parte do Projeto Vanguard e para testar os efeitos ambientais do espaço sobre seus sistemas durante a sua operação na órbita terrestre. Ele foi também usado para obter medidas geodésicas terrestres.

## O Projeto
O satélite consiste de uma esfera de alumínio de 1,47 kg (3,2 lb) com 152 mm (6 polegadas) de diâmetro. O satélite contém um transmissor de potência de 10 mW na freqüência de 108 MHz alimentado por uma bateria de mercúrio e um transmissor de potência de 5 mW na freqüência de 108,03 MHz alimentado por seis painéis solares montados no corpo do satélite. O satélite possui seis pequenas antenas de rádio. Os transmissores foram usados principalmente para envio de dados de engenharia e de acompanhamento, bem como para determinar a carga elétrica do satélite em relação as estações terrestres. O Vanguard 1 carrega também dois termistores que mediram a temperatura no interior do satélite durante 16 dias para rastrear a efetividade de sua proteção térmica. Um replica do Vanguard 1 está em exibição no Kansas Cosmosphere and Space Center.

## A Missão

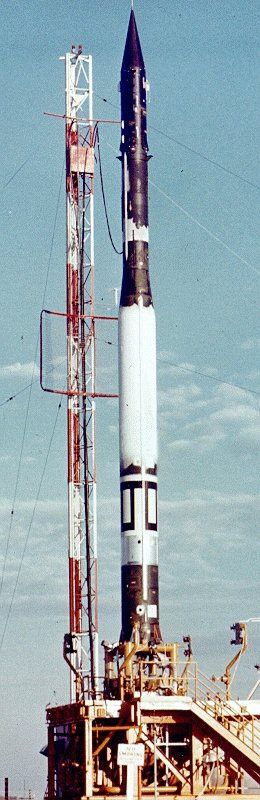
Veículo propulsor

Um veículo propulsor de 3 estágios colocou o satélite Vanguard 1 em uma órbita elíptica de 654×3969 km (406×2466 mi.), período de 134,2 minutos e com inclinação de 34,25º em 17 de março de 1958. A estimativa original calculou que sua órbita iria durar por até 2.000 anos, mas foi descoberto posteriormente que o arrasto atmosférico somado a pressão de radiação solar durante os picos de atividade solar produziram perturbações significativas na altura do perigeu. Tais perturbações causaram uma significante queda na expectativa de vida do satélite para apenas cerca de 240 anos.

## Resultados da Missão

### Estação de rádio
Um transmissor de 10 mW alimentado por bateria de mercúrio na freqüência de 108 MHz usado nos diversos satélites científicos do Ano Geofísico Internacional e um transmissor de 5 mW, 108,03 MHz, alimentado por 6 painéis solares, foram usados como parte do sistema de comparação de fase e rastreamento direcional. Os dados do rastreamento foram usados para mostrar que o formato da Terra tem uma assimetria Norte-Sul associada ao formato de uma fruta como uma pêra com seu cabo no polo norte. Esses sinais de radio foram também usados para determinar a carga elétrica total entre o satélite e as estações receptoras terrestres. O transmissor alimentado por bateria informou a temperatura interna do satélite durante cerca de 16 dias e enviou os sinais de rastreamento por 20 dias. O transmissor alimentado pelos painéis solares operou por mais de 6 anos. Os sinais enfraqueceram gradualmente e a última recepção ocorreu em Quito, Equador em maio de 1964. A partir dessa data o satélite passou a ser rastreado visualmente pelas agências espaciais.

### Arrasto atmosférico
Por causa de seu formato simétrico o satélite Vanguard 1 foi selecionado pelos cientistas como instrumento de pesquisa e experimentação para determinar a densidade da atmosfera superior em função da altitude, latitude, estação do ano e atividade solar. Esse experimento não havia sido planejado como objetivo original da sua missão. Os valores da densidade próximo ao perigeu foram deduzidos das observações da posição do satélite usando técnicas de rastreamento por meio ótico (rede de câmeras Baker-Nunn), rádio e radar.

## 50º Aniversário
Em 17 de março de 2008 o satélite Vanguard 1, o mais antigo objeto no espaço feito pelo homem, atingiu a marca dos 50 anos em órbita terrestre.
O Naval Research Laboratory (NRL) celebrou a o aniversário do lançamento do Vanguard 1 com um evento de um dia de duração no NRL em 17 de março de  2008.

## Recuperar o satélite
Em 2025, depois de 67 anos, cientistas querem trazer de volta à Terra o Vanguard 1, atualmente numa órbita elíptica elevada. 
O Vanguard 1 pode conter dados valiosos: desde o estado dos seus materiais após décadas de exposição ao espaço, até ao impacto de micrometeoritos, e desempenho das células solares. 
Os investigadores sugerem uma missão para o inspecionar de perto, levá-lo para a Estação Espacial Internacional ou trazê-lo de volta à Terra para exibição num museu.